# والاس شابمان
والاس شابمان (بالإنجليزية: Wallace Chapman)‏ هو ممثل نيوزلندي، ولد في 1969.

## وصلات خارجية
- والاس شابمان على موقع IMDb (الإنجليزية)
- والاس شابمان على موقع قاعدة بيانات الفيلم (الإنجليزية)